# 同善同心会馆
同善同心会馆位于中国山西省运城市垣曲县历山镇同善村。

## 保护
2021年8月4日，同善同心会馆公布为第六批山西省文物保护单位，古建筑类，年代为清，编号6-261。	